# Liste litauischer Komponisten klassischer Musik
Die Liste beinhaltet eine Aufzählung litauischer Komponisten klassischer Musik.

## A
- Lionginas Abarius (1929–2022)
- Vaclovas Augustinas (* 1959)

## B
- Vytautas Bacevičius (1905–1970)
- Valentinas Bagdonas (1929–2009)
- Feliksas Romualdas Bajoras (* 1934)
- Osvaldas Balakauskas (* 1937)
- Eduardas Balsys (1919–1984)
- Jūratė Baltramiejūnaitė (* 1952)
- Kazimieras Viktoras Banaitis (1896–1963)
- Vytautas Barkauskas (1931–2020)
- Vidmantas Bartulis (1954–2020)
- Justinas Bašinskas (1923–2003)
- Algimantas Bražinskas (1937–2020)
- Teodoras Brazys (1870–1930)
- Antanas Budriūnas (1902–1966)

## C
- Diana Čemerytė (* 1974)
- Mikalojus Konstantinas Čiurlionis (1875–1911)

## D
- Rasa Dikčienė-Zurbaitė (* 1968)
- Snieguolė Dikčiūtė (* 1966)
- Balys Dvarionas (1904–1972)

## G
- Nailia Galiamova (* 1961)
- Gediminas Gelgotas (* 1986)
- Vytautas Germanavičius (* 1969)
- Benjaminas Gorbulskis (1925–1986)
- Juozas Gruodis (1884–1948)

## I
- Juozas Indra (1918–1968)

## J
- Vladas Jakubėnas (1903–1976)
- Justė Janulytė (* 1982)
- Jurgis Juozapaitis (* 1942)
- Vytautas Juozapaitis (* 1936)
- Vytautas Jurgutis (1930–2013)
- Julius Juzeliūnas (1916–2001)

## K
- Aleksandras Kačanauskas (1882–1959)
- Jeronimas Kačinskas (1907–2005)
- Jurgis Karnavičius (1884–1941)
- Juozas Karosas (1890–1981)
- Abelis Klenickis (1904–1990)
- Vytautas Klova (1926–2009)
- Giedrius Kuprevičius (* 1944)
- Bronius Kutavičius (1932–2021)
- Tomas Kutavičius (* 1964)

## L
- Anatolijus Lapinskas (* 1946)
- Vytautas Laurušas (1930–2019)

## M
- Algirdas Martinaitis (* 1950)
- Remigijus Merkelys (* 1964)
- Vytautas Miškinis (* 1954)
- Vytautas Montvila (1935–2003)
- Ramūnas Motiekaitis (* 1976)

## N
- Jonas Nabažas (1907–2002)
- Šarūnas Nakas (* 1962)
- Onutė Narbutaitė (* 1956)
- Juozas Naujalis (1869–1934)

## P
- Juozas Pakalnis (1912–1948)
- Vaclovas Paketūras (1928–2018)
- Vytautas Paltanavičius (1924–1994)
- Mikas Petrauskas (1873–1937)
- Mindaugas Piečaitis (* 1969)
- Leonas Povilaitis (1934–2007)
- Donatas Prusevičius (* 1966)

## R
- Antanas Račiūnas (1905–1984)
- Algimantas Raudonikis (* 1934)
- Dalia Raudonikytė-With (1970–2018)
- Antanas Rekašius (1928–2003)
- Gediminas Rimkus-Rimkevičius (* 1964)
- Daiva Rokaitė-Dženkaitienė (1972–2010)

## S
- Česlovas Sasnauskas (1867–1916)
- Eglė Sausanavičiūtė-Ramana (* 1963)
- Anatolijus Šenderovas (1945–2019)
- Raminta Šerkšnytė (* 1975)
- Remigijus Šileika (* 1950)
- Stasys Šimkus (1887–1943)
- Juozas Širvinskas (* 1943)
- Jonas Švedas (1908–1971)

## T
- Juozas Tallat-Kelpša (1889–1949)

## U
- Mindaugas Urbaitis (* 1952)

## V
- Stasys Vainiūnas (1909–1982)
- Kristina Vasiliauskaitė (* 1956)

## Z
- Rimvydas Žigaitis (1933–2010)
- Audronė Žigaitytė-Nekrošienė (* 1957)
- Juozas Žilevičius (1891–1985)